# Evandro Milhomen
Evandro Costa Milhomen, ou simplesmente Evandro Milhomen (Santana, Amapá, 21 de abril de 1962), é um sociólogo e político brasileiro, que foi deputado federal pelo Amapá.
É filiado ao Avante. Foi vereador em Macapá entre 1997 e 1999, eleito pelo PSB, mesmo partido pelo qual se elegeu deputado federal em 1998. Nas eleições de 2002 não consegue renovar o mandato. Para a eleição de 2006 trocou de partido, ingressando no PCdoB.Em 2010, foi reeleito com 13.974 dos votos (4,31% do total). Em 2014 obteve 8.707 votos, ficando como suplente. Em 2018,tenta a reeleição, agora filiado ao Avante, terminando a eleição com 6.452 votos, ficando mais uma vez com a suplência. Também exerceu o cargo de diretor municipal de Ação Comunitária de Macapá entre 1990 e 1994.